# Маккарти, Тимоти
Тимоти Маккарти (англ. Timothy McCarthy; 1888—1917) — моряк, участник Имперской трансантарктической экспедиции (1914—1917) под руководством Эрнеста Шеклтона.

## Краткая биография
Тимоти Маккарти родился в городке Кинсейл, графство Корк, Ирландия. До 1914 года служил в торговом флоте Великобритании. Старший брат Тимоти — Морти участвовал в экспедициях Роберта Скотта матросом на судах «Аврора» и «Терра-Нова». В 1914 году Тимоти стал участником Имперской трансантарктической экспедиции Шеклтона в должности матроса на «Эндьюранс» и был одним из самых молодых участников экспедиции. Тимоти стал одним из пяти человек, отобранных сэром Эрнестом Шеклтоном, для эпического 800-мильного плавания на спасательной шлюпке «Джеймс Кейрд» от острова Мордвинова (Элефант) до острова Южная Георгия с целью спасения экипажа раздавленного льдами в море Уэдделла «Эндьюранс».

По возвращении в Англию был призван на службу во флот. В пятницу 16 марта 1917 года, спустя всего три недели после призыва, в возрасте 28 лет Тимоти Маккарти погиб вместе с экипажем танкера «Narragansett» в проливе Ла-Манш после торпедной атаки. Тимоти Маккарти стал первым погибшим членом команды «Эндьюранс».
В его честь Трансантарктической экспедицией Британского содружества (1955—1958) был назван небольшой остров в устье залива Кинг-Хокон-Бэй, Южная Георгия — месте высадки экипажа «Джеймс Керд».